# Uinkaret Plateau
Uinkaret Plateau je náhorní plošina v Mohave County na severozápadě Arizony a ve Washington County na jihozápadě Utahu. Leží v severní části Velkého kaňonu, mezi plošinou Shivwits na západě a Kanabskou plošinou na východě. Má délku 105 kilometrů. Střední výška plošiny Uinkaret je 1 850 metrů, nejvyšší bod dosahuje 2 447 metrů. Nachází se na pravém břehu řeky Colorado a tvoří jihozápadní část Koloradské plošiny.